# Ньюарк (Нью-Джерсі)
Ньюарк (англ. Newark) — місто (англ. city) в США в окрузі Ессекс, найбільше місто в штаті Нью-Джерсі. Місто розташоване на березі затоки Ньюарк приблизно за 8 км на захід від округу Мангеттен. Населення — 311 549 осіб (2020). У місті знаходиться великий аеропорт Ньюарк-Ліберті.

## Географія
Ньюарк розташований за координатами 40°43′27″ пн. ш. 74°10′21″ зх. д. / 40.72417° пн. ш. 74.17250° зх. д. (40.724220, -74.172574).  За даними Бюро перепису населення США в 2010 році місто мало площу 67,62 км², з яких 62,64 км² — суходіл та 4,97 км² — водойми.

### Клімат
Місто знаходиться у зоні, котра характеризується вологим субтропічним кліматом. Найтепліший місяць — липень із середньою температурою 25.2 °C (77.4 °F). Найхолодніший місяць — січень, із середньою температурою -0.2 °С (31.6 °F).
| Клімат Ньюарка          | Клімат Ньюарка | Клімат Ньюарка | Клімат Ньюарка | Клімат Ньюарка | Клімат Ньюарка | Клімат Ньюарка | Клімат Ньюарка | Клімат Ньюарка | Клімат Ньюарка | Клімат Ньюарка | Клімат Ньюарка | Клімат Ньюарка | Клімат Ньюарка |
| Показник                | Січ.           | Лют.           | Бер.           | Квіт.          | Трав.          | Черв.          | Лип.           | Серп.          | Вер.           | Жовт.          | Лист.          | Груд.          | Рік            |
| Абсолютний максимум, °C | 23,3           | 24,4           | 31,7           | 36,1           | 37,2           | 38,9           | 42,2           | 40,6           | 40,6           | 33,3           | 29,4           | 24,4           | 42,2           |
| Середній максимум, °C   | 3,8            | 5,7            | 10,4           | 16,7           | 22,3           | 27,5           | 30             | 28,9           | 24,8           | 18,5           | 12,6           | 6,4            | 17,3           |
| Середня температура, °C | −0,2           | 1,4            | 5,6            | 11,6           | 17,1           | 22,4           | 25,2           | 24,3           | 20,1           | 13,7           | 8,2            | 2,5            | 12,7           |
| Середній мінімум, °C    | −4,2           | −2,8           | 0,9            | 6,5            | 11,8           | 17,4           | 20,4           | 19,7           | 15,4           | 8,9            | 3,9            | −1,3           | 8,1            |
| Абсолютний мінімум, °C  | −22,2          | −21,7          | −14,4          | −8,9           | 0,6            | 6,1            | 11,1           | 7,2            | 1,7            | −2,2           | −9,4           | −18,3          | −22,2          |
| Норма опадів, мм        | 88.9           | 73.7           | 106.7          | 106.7          | 104.1          | 101.6          | 121.9          | 94             | 96.5           | 91.4           | 94             | 96.5           | 1176           |
| Днів з опадами          | 10,4           | 9,8            | 11             | 11,5           | 11,3           | 11             | 10,1           | 9,7            | 8,6            | 8,7            | 9,5            | 10,6           | 122,2          |
| Днів зі снігом          | 4,8            | 3,6            | 2,4            | 0,4            | 0              | 0              | 0              | 0              | 0              | 0              | 0,4            | 2,9            | 14,5           |
| Вологість повітря, %    | 60.8           | 57.1           | 58.1           | 56.8           | 61.9           | 64.4           | 63.9           | 66.4           | 67.5           | 66.2           | 63.3           | 61             | 62.2           |
| ----------------------- | -------------- | -------------- | -------------- | -------------- | -------------- | -------------- | -------------- | -------------- | -------------- | -------------- | -------------- | -------------- | -------------- |
| Джерело: Weatherbase    |                |                |                |                |                |                |                |                |                |                |                |                |                |

## Демографія
Згідно з переписом 2010 року, у місті мешкало 277 140 осіб у 94 542 домогосподарствах у складі 61 685 родин. Було 109520 помешкань
Расовий склад населення:
| - 52,4 % — чорних або афроамериканців - 26,3 % — білих - 1,6 % — азіатів - 0,6 % — корінних американців - 15,2 % — осіб інших рас |

До двох чи більше рас належало 3,8 %. Частка іспаномовних становила 33,8 % від усіх жителів.
За віковим діапазоном населення розподілялося таким чином: 25,6 % — особи молодші 18 років, 65,8 % — особи у віці 18—64 років, 8,6 % — особи у віці 65 років та старші. Медіана віку мешканця становила 32,3 року. На 100 осіб жіночої статі у місті припадало 97,9 чоловіків;  на 100 жінок у віці від 18 років та старших — 96,3 чоловіків також старших 18 років.
Середній дохід на одне домашнє господарство  становив 45 925 доларів США (медіана — 33 139), а середній дохід на одну сім'ю — 50 326 доларів (медіана — 37 558). Медіана доходів становила 35 842 долари для чоловіків та 31 822 долари для жінок. За межею бідності перебувало 29,7 % осіб, у тому числі 42,3 % дітей у віці до 18 років та 22,6 % осіб у віці 65 років та старших.
Цивільне працевлаштоване населення становило 111 577 осіб. Основні галузі зайнятості: освіта, охорона здоров'я та соціальна допомога — 22,4 %, роздрібна торгівля — 11,7 %, науковці, спеціалісти, менеджери — 10,0 %, мистецтво, розваги та відпочинок — 9,8 %.

## Економіка
У Ньюарку розташовані штаб-квартири та виробничі потужності кількох корпорацій:
- Пруденшл Файненшл (англ. Prudential Financial)
- Нет-ту-фон (англ. Net2Phone)
- Ай-Ді-Ті Корпорейшн (англ. IDT Corp.)
- Горайзон Блю-Крос і Блю-Шілд Нью-Джерсі (англ. Horizon Blue Cross and Blue Shield of New Jersey)
- Компанія постачання електроенергії й газу «Паблік-Сервіс» (англ. Public Service Electric and Gas Company)
- Маккартер-енд-Енгліш (англ. McCarter & English)

## Спорт
У Ньюарку є одна професійна спортивна команда: «Нью-Джерсі Девілс» із Національної хокейної ліги.

## Транспорт
З середини 1930-х років в місті діє лінія легкого метро з чотирма підземними станціями. Центральний залізничний вокзал міста або Ньюарк-Пенн є великим транспортним вузлом через який курсують  потяги Amtrak, PATH та численні приміські потяги. Під вокзалом розташована підземна станція легкого метро міста.

## Відомі люди
- Ева Марі Сейнт (* 1924) — американська акторка
- Джеррі Льюїс (1926—2017) — американський комік, кіноактор, співак, сценарист, режисер та продюсер
- Том Кортні (* 1933) — американський легкоатлет, який спеціалізувався в бігу на середні. дистанції
- Браян де Пальма (* 1940) — американський кінорежисер
- Джо Пеші (* 1943) — американський актор, комік та музикант.

### Померли
- Тарас-Володимир Банах — український громадський діяч, військовик, член крайового військового штабу УНС і УПА-Захід, один з командирів піхотної бригади Другої дивізії УНА, лицар Хреста Симона Петлюри.
- Клодницький Володимир — український православний священик, громадський і церковний діяч, письменник-мемуарист, сотник УГА.
- Постолюк Петро — український військовий і громадський діяч, видавець.
- Іван Раковський — український антрополог і зоолог, педагог, громадський діяч. Голова НТШ.

## Міста-побратими
1. – Іляву, Португалія (2000)[32]